# Pseudomertieit
Pseudomertieit (ehemals Mertieit-I; IMA-Symbol Met-I) ist ein sehr selten vorkommendes Mineral aus der Mineralklasse der Sulfide und Sulfosalze. Nach Neudefinition der chemischen Zusammensetzung des Minerals wird die Formel mit Pd5+x(Sb,As)2-x (x = 0,1–0,2) angegeben.
Pseudomertieit kristallisiert im hexagonalen oder monoklinen Kristallsystem mit pseudohexagonalem Habitus und konnte bisher nur in Form kleiner, bis zu 0,5 mm großer Körner gefunden werden. Das Mineral ist in jeder Form undurchsichtig (opak) und erscheint auf polierten Oberflächen von messinggelber Farbe mit einem metallischen Glanz.

## Etymologie und Geschichte
Entdeckt wurde das Mineral in der Seifenlagerstätte „Fox Gulch“ am Salmon River nahe Goodnews Bay in der Bethel Census Area im US-Bundesstaat Alaska. Die Analyse und Erstbeschreibung erfolgte durch George A. Desborough, J. J. Finney und B. F. Leonard, die das Mineral nach dem amerikanischen Geologen John Beaver Mertie Jr. als Mertieit bezeichneten.
Desborough, Finney und Leonard sandten ihre Analyse-Ergebnisse und den gewählten Namen zur Prüfung an die Commission on new Minerals, Nomenclature and Classification (CNMNC) der International Mineralogical Association (interne Eingangs-Nr. der IMA: 1971-016), die den Mertieit als eigenständige Mineralart anerkannte. Die Publikation der Erstbeschreibung folgte 1973 im Fachmagazin American Mineralogist.
Nachdem 2018 die Erstbeschreibung des chemisch eng verwandten Minerals Mertieit-II mit der Zusammensetzung Pd8Sb2,5As0,5 publiziert wurde, erhielt der zuvor beschriebene Mineral den Namen Mertieit-I.
Beide Minerale wurden 2022 von der IMA/CNMNC nochmals umbenannt, wobei Mertieit-II den ursprünglichen Namen Mertieit erhielt und Mertieit-I in Pseudomertieit umbenannt wurde.
Das Typmaterial wird im National Museum of Natural History (NMNH) in Washington, D.C. unter Katalognummer 132499 aufbewahrt.

## Klassifikation
In der veralteten 8. Auflage der Mineralsystematik nach Strunz ist der Pseudomertieit bzw. vormals Mertieit-I noch nicht verzeichnet.
Im zuletzt 2018 überarbeiteten und aktualisierten Lapis-Mineralienverzeichnis nach Stefan Weiß, das sich aus Rücksicht auf private Sammler und institutionelle Sammlungen noch nach dieser alten Form der Systematik von Karl Hugo Strunz richtet, erhielt das Mineral die System- und Mineral-Nr. II/A.05-60. In der „Lapis-Systematik“ entspricht dies der Klasse der „Sulfide und Sulfosalze“ und dort der Abteilung „Legierungen und legierungsartige Verbindungen“, wo Pseudomertieit zusammen mit Arsenopalladinit, Atheneit, Genkinit, Isomertieit, Majakit, Menshikovit, Mertieit (ehemals Mertieit-II), Miessiit, Naldrettit, Palladoarsenid, Palladobismutoarsenid, Palladodymit, Polkanovit, Rhodarsenid, Stibiopalladinit, Stillwaterit, Törnroosit, Ungavait, Vincentit und Zaccariniit die unbenannte Gruppe II/A.05 bildet.
Die von der International Mineralogical Association (IMA) zuletzt 2009 aktualisierte 9. Auflage der Strunz’schen Mineralsystematik ordnet den Pseudomertieit ebenfalls in die Abteilung „Legierungen und legierungsartige Verbindungen“ ein. Diese ist allerdings weiter unterteilt nach den in der Verbindung vorherrschenden Metallen, so dass das Mineral entsprechend seiner Zusammensetzung in der Unterabteilung „Legierungen von Halbmetallen mit Platin-Gruppen-Elementen (PGE)“ zu finden ist, wo es als einziges Mitglied die unbenannte Gruppe 2.AC.15b bildet.
Auch die vorwiegend im englischen Sprachraum gebräuchliche Systematik der Minerale nach Dana ordnet den Pseudomertieit in die Klasse der „Sulfide und Sulfosalze“ und dort in die Abteilung der „Sulfidminerale“ ein. Hier ist er als einziges Mitglied in der unbenannten Gruppe 02.16.01 innerhalb der Unterabteilung „Sulfide – einschließlich Seleniden und Telluriden – mit verschiedenen Formeln“ zu finden.

## Kristallstruktur
Pseudomertieit kristallisiert pseudohexagonal mit den Gitterparametern a = 15,04 Å und c = 22,41 Å sowie 18 Formeleinheiten pro Elementarzelle.

## Modifikationen und Varietäten
Das Mineral ist dimorph zu Isomertieit. 

## Bildung und Fundorte
Pseudomertieit bildet sich in Edelmetallkonzentraten, wahrscheinlich aus ultramafischen Muttergesteinen. Es ist vergesellschaftet mit Gold, Chromit, Laurit, Mertieit-II und Platin-Iridium-Osmium-Legierungen. 
Von dem sehr selten vorkommenden Mineral sind nur wenige Fundorte bekannt. Neben seiner Typlokalität fand man Pseudomertieit in Sodankylä in Finnland, Bleida in Marokko, Porsanger in Norwegen sowie im Bushveld-Komplex in Südafrika. 